# William Hawkins (explorateur)
Pour les articles homonymes, voir William Hawkins.
William Hawkins (vers 1495-Plymouth, 8 février 1554) est un marchand et explorateur britannique, père de John Hawkins.

## Biographie
Maire et armateur de Plymouth, il voyage en Afrique de l'Ouest (côte de Guinée) puis au Brésil pour des opérations commerciales et, en 1530, laissant en otage un de ses hommes, revient en Angleterre avec un chef brésilien qu'il présente à la cour d'Henry VIII. Le roi indigène meurt en mer lors du voyage de retour mais il parvient malgré tout à ramener son homme d'équipage en Europe. 
Il effectue un dernier voyage au Brésil en 1540. 
Maire de Plymouth de 1532 à 1539, il meurt le 8 février 1554.